# Marie Duplessis

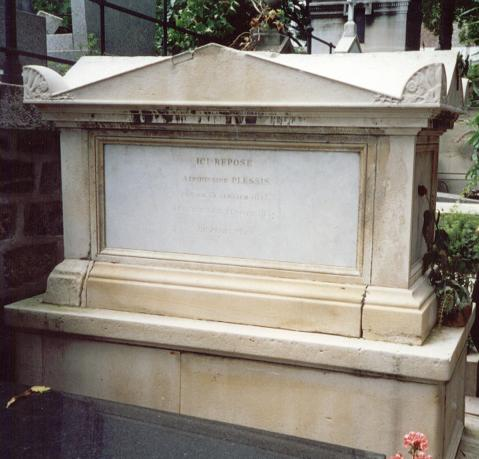
Grób Alphonsine Plessis (Cmentarz Montmartre w Paryżu)

Marie Duplessis, właściwie Rose Alphonsine Plessis (ur. 15 stycznia 1824 w Nonant-le-Pin, zm. 3 lutego 1847 w Paryżu) – francuska kurtyzana. Była pierwowzorem Marguerite Gautier, tytułowej bohaterki powieści Aleksandra Dumasa (syna), Dama kameliowa, opartej na ich rzeczywistym romansie. Jej historię wykorzystuje również La Traviata Giuseppe Verdiego, libretto do tej opery napisał Francesco Maria Piave, a nazwisko głównej bohaterki zmieniono na: Violetta Valéry.

## Krótki życiorys
Rose Alphonsine Plessis pochodziła z niezamożnej rodziny, jej ojciec był odźwiernym. Gdy przybyła do Paryża miała 15 lat, początkowo pracowała w sklepie. Szybko jednak wspinała się po szczeblach miejscowego półświatka, by stać się utrzymanką ludzi z towarzystwa, znawczynią sztuki i mody. Scena balu z Traviaty nawiązuje do przyjęć, jakie Marie urządzała w swoim mieszkaniu przy Boulevard de la Madeleine. Jej kreacje zwykle przyozdabiały kwiaty kamelii, co tłumaczy przydomek, jaki nosiła w Paryżu i który utrwalił Dumas. Przeżyła z pisarzem roczny romans, który zakończył się półtora roku przed jej śmiercią, o jego płomienności może świadczyć fakt, że powieść powstała w rok po śmierci Marie. Marie Duplessis zmarła w wieku 23 lat, powodem jej śmierci była gruźlica płuc. Ciało Marie spoczęło na paryskim cmentarzu Montmartre.